# 高昌北凉
高昌北凉，又稱為後北涼，是在5世纪中期，在高昌建立的王国（现新疆吐鲁番地区），北涼的偏安政权。建立者是北涼末代君主沮渠牧犍之弟、沙州刺史、都督建康以西諸軍事、領酒泉太守沮渠無諱。
北涼永和七年（439年）北魏攻姑臧，牧犍出降，無諱據酒泉自保，一度向北魏投降，（441年）被封為酒泉王。惟不久北魏仍以無諱終為邊患而討之，無諱敗退，乃派其弟沮渠安周西渡沙漠攻鄯善。
（442年）無諱西行與安周會師，並佔領鄯善。數月後，再據高昌，對南朝宋奉表稱臣，被封為河西王，是高昌北凉建立之始。隔年（443年），改元承平。承平二年（444年），無諱死，安周繼立，不改元，南朝宋仍封安周為河西王。承平十八年（460年），柔然攻高昌，沮渠安周被殺，高昌北涼滅亡。阚伯周被柔然立为高昌国王，阚氏高昌开始。
一些史书将高昌北凉也算作是北涼國的历史。